# NGC 5152
NGC 5152 ist eine Balken-Spiralgalaxie vom Hubble-Typ SBb im Sternbild Wasserschlange südlich der Ekliptik. Sie ist rund 180 Millionen Lichtjahre von der Milchstraße entfernt und hat einen Durchmesser von etwa 115.000 Lichtjahren. Die Galaxie interagiert mit NGC 5153 und bildet wahrscheinlich gemeinsam mit NGC 5150 eine kleine Gruppe.
Das Objekt wurde am 5. Mai 1834 von John Herschel entdeckt.

## NGC 5152-Gruppe (LGG 351)
| Galaxie   | Alternativname | Entfernung/Mio. Lj |
| --------- | -------------- | ------------------ |
| NGC 5152  | PGC 47187      | 180                |
| NGC 5124  | PGC 46902      | 172                |
| NGC 5135  | PGC 46974      | 177                |
| NGC 5150  | PGC 47169      | 167                |
| NGC 5153  | PGC 47194      | 187                |
| NGC 5182  | PGC 47489      | 189                |
| IC 4248   | PGC 47078      | 177                |
| IC 4251   | PGC 47145      | 194                |
| IC 4275   | PGC 47573      | 187                |
| PGC 46585 | ESO 444-12     | 185                |
| PGC 46711 | ESO 444-15     | 195                |
| PGC 46786 | ESO 444-21     | 184                |
| PGC 47255 | ESO 444-47     | 190                |
| PGC 46903 |                | 192                |
| PGC 47224 |                | 176                |
| PGC 47573 | =PGC 47574     | 187                |